# OJ da Juiceman
Eredeti neve Otis Williams Junior, Amerikai Egyesült Államokbeli hardcore rapper és a 32 Entertainment alapítója. Született: 1981. november 26-án Atlantában, Georgia államban. Jelenleg az Asylum Recordsnál, ezen belül pedig Gucci Mane irányítása alá tartozó So Icey Entertainmenthez van leszerződve. Továbbá tagja a 1017 Brick Squadnak, amelyben olyan neves előadók találhatók rajta kívül, mint Gucci Mane, Waka Flocka Flame, Frenchie és Wooh Da Kid.

## Élete
Atlanta városának keleti részén nőtt fel, anyja egyedül nevelte ezért neki is, mint sok más gyereknek azon a környéken gyorsan fel kellett nőnie. Ezekben az időkben drogdílernek állt, hogy pénzt keressen, eltartsa magát és támogassa családját.
Az 1990-es évek elején találkozott napjaink egyik legsikeresebb déli rapperével Gucci Mane-nel, akivel egy társasházban laktak, és később rengeteget dolgoztak együtt közös projekteken.

## Karrierje
Zenei karrierjét a Never Again Recordsnál kezdte, de az igazi áttörést számára 2003 nyara jelentette, amikor kiadta a "Black Tee" című számát. Mint szóló előadó, hamar az atlantai underground körök kedvence lett. Csak négy éve rappelt, amikor a stílusa és a technikája már volt olyan szinten, mint azok a hiphop sztároké, akik régebb óta vannak a zeneiparban. Tehetségét először apja jellemezte, akinek ezáltal a becenevét is köszönheti, hiszen ő nevezte el Juicemannek, amivel Otis Junior szövegeiben rejlő életerőt akarta érzékeltetni. Otthonosan érzi magát az utcákon, szövegei többsége is arról szól mit élt át az utcákon, mit tartogat számára a jövő, és milyen csatákat kellett megvívnia a gettóban azért, hogy életben maradhasson.
Miután több mint egy tucat sikeres mixtape-et készített kiadójánál 2009-ben leszerződött az Asylum Recordshoz. Ez egy rendkívül jó döntésnek bizonyult, hiszen ekkor lett egy csapásra igazán világhírű előadó. Debütáló albuma is ez év január 27-én jelent meg The Otha Side of the Trap címmel. Az album tartalmaz sok korábbi mixtape-jén szereplő számot. Olyan híres producerek pakolták alá ezen az LP-n az alapokat, mint Zaytoven, FATBOI és Dj Speedy, a közreműködők között pedig Gucci Mane-t és Kourtney Money-t lehetne kiemelni. Ezen az albumon találhatóak olyan mára klasszikussá vált számok, mint a "Make Tha Trap Say Aye" és az "I'm Gettin' Money".
Juiceman az egyik legaktívabb rapper az amerikai hiphop-életben, ezt bizonyítja hihetetlen mennyiségű mixtape-jeivel és közreműködéseivel.

## Albumai
The Otha Side of the Trap (2009)

### Mixtape-jei
- On Da Come Up (DJ Burn One) (2007)
- Hood Classics Extra (Zaytoven és Dutty Laundry) (2007)
- Juice World (DJ Ace) (2008)
- I Am Da Juice (Dutty Laundry) (2008)
- The Come Up Pt. 2 (DJ Bobby Black, DJ Mars) (2008)
- Juice On The Loose (DJ Fletch) (2009)
- Culinary Art School (DJ Drama, Dj Holiday) (2008)
- I Got The Juice (DJ Smallz és Trap-a-Holics) (2009)
- Pt. 50 (El Dorado Red, DJ Bobby Black) (2009)
- Guacamole World (DJ Bigga Rankin) (2009)
- Alaska In Atlanta (DJ Holiday) (2009)
- 6 Ringz (Trap-a-Holics) (2009)
- Mixtape Of The Year vol. 1 (DJ M.L.J.) (2009)
- O.R.A.N.G.E. (DJ Drama) (2010)

## Fordítás
- Ez a szócikk részben vagy egészben  az   OJ da Juiceman című angol Wikipédia-szócikk fordításán alapul.  Az eredeti cikk szerkesztőit annak laptörténete sorolja fel. Ez a jelzés csupán a megfogalmazás eredetét és a szerzői jogokat jelzi, nem szolgál a cikkben szereplő információk forrásmegjelöléseként.